# Panthéon de Paris et art
Cet article traite des rapports entre le Panthéon de Paris et l'art.

## Les représentations
La position dominante du Panthéon, en haut de la montagne Sainte-Geneviève, comme sa forme originale ont su, dès sa construction, attirer l'œil d'artistes confirmés comme Vincent van Gogh, Marc Chagall ou celui des amateurs.

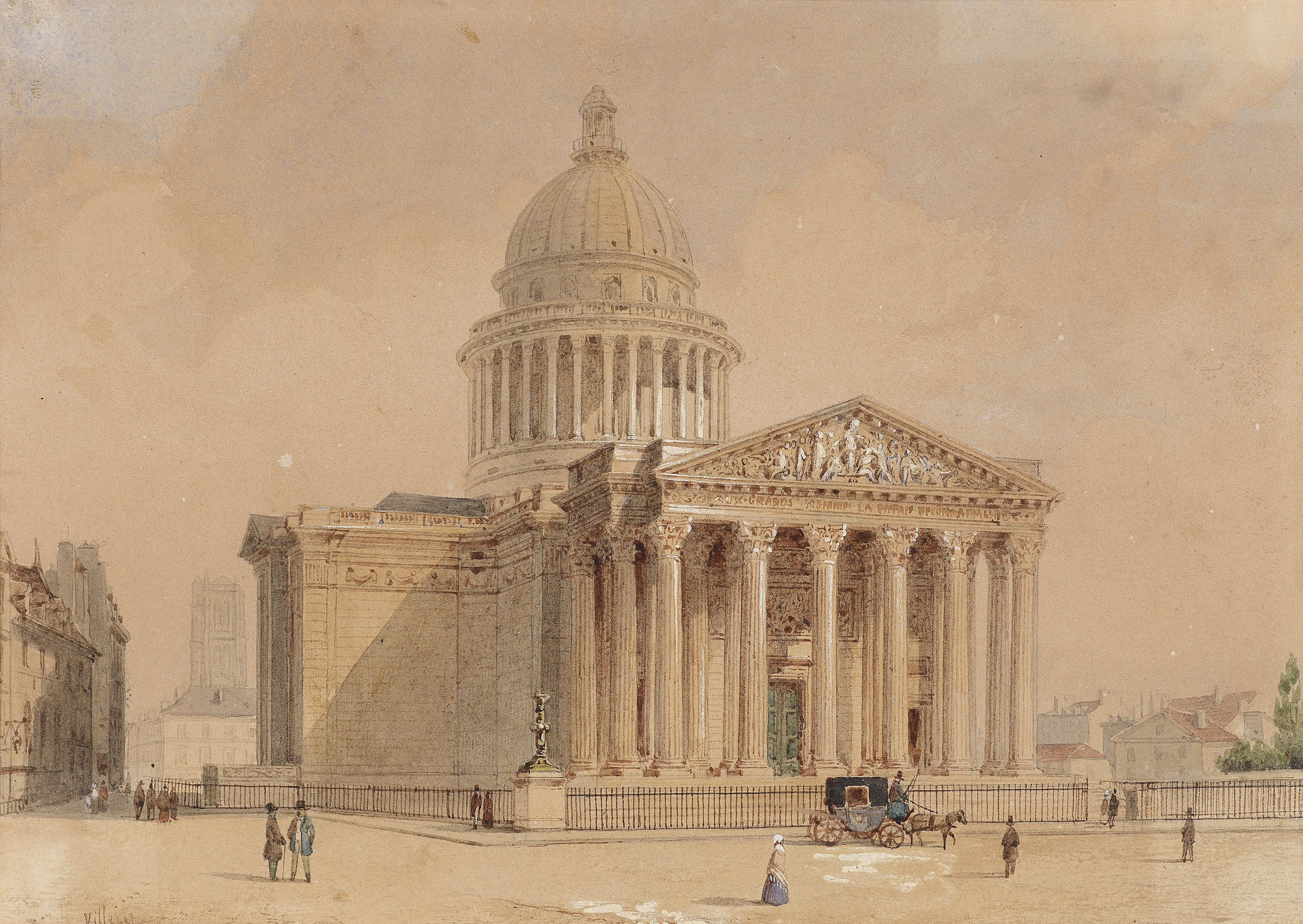
Le Panthéon, par François Villeret — XIXe siècle
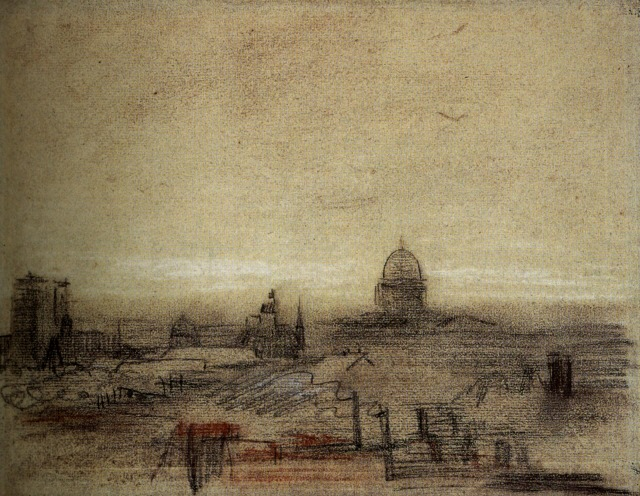
1886-1888 : Vue de Paris avec le Panthéon et Notre-Dame, de Vincent van Gogh
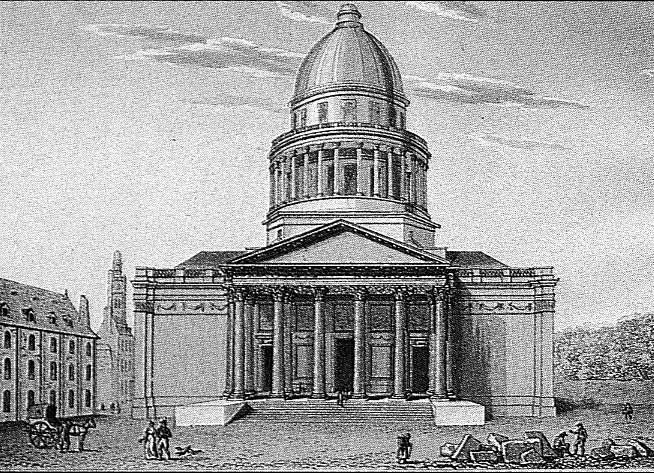
Le Panthéon au XVIIIe siècle
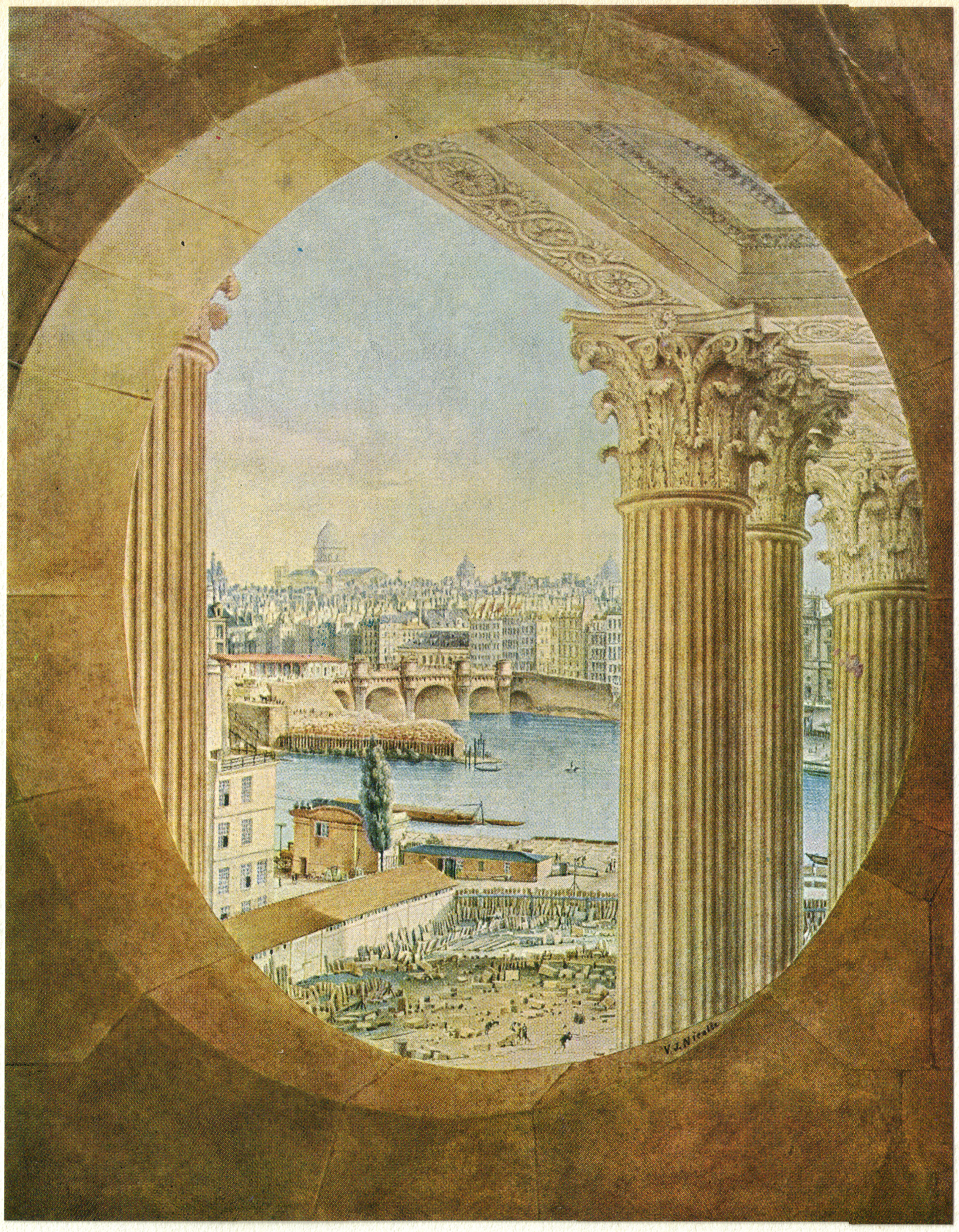
La Seine vue du Louvre avec le Panthéon à l'horizon XVIIIe siècle
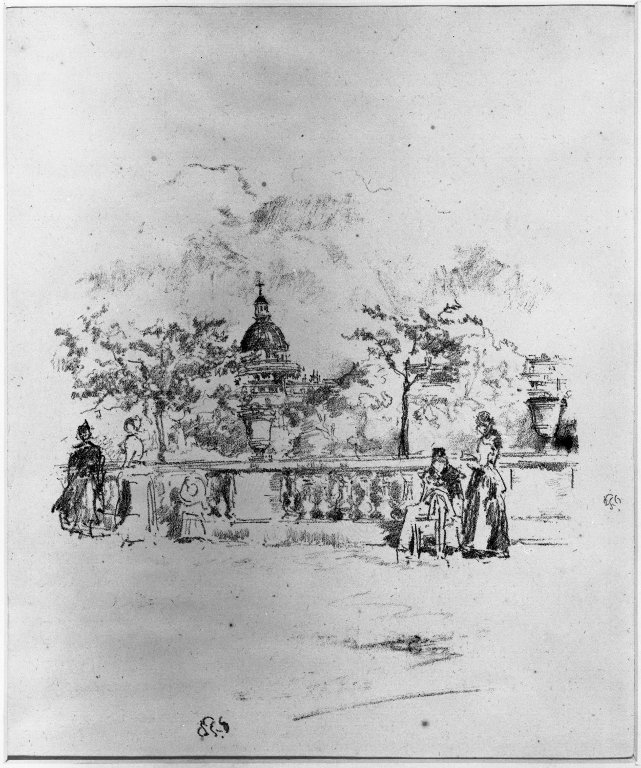
Vue d'une terrasse du Luxembourg par James Abbott McNeill Whistler
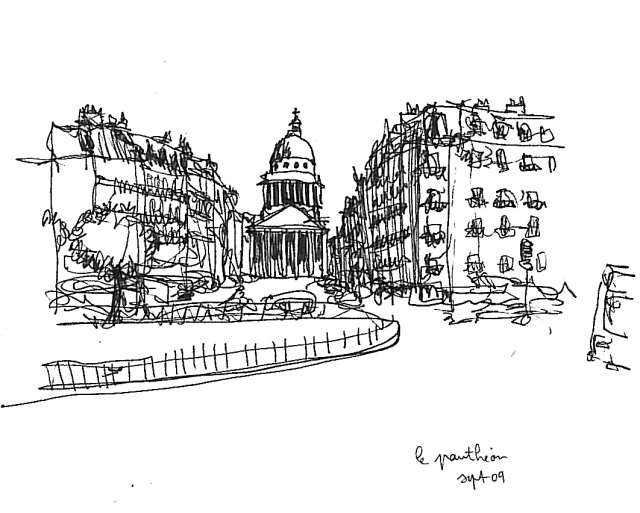
Vue de la place Edmond Rostand par Masato Fujisaki

Pendant les travaux de rénovation de la coupole de 2013 à 2015, une bâche recouvre l'immense échafaudage. Contrairement à d'autres chantiers, celle-ci ne servira pas de support publicitaire. Elle sera constellée de milliers de portraits d'anonymes, pris par JR dans un camion Photomaton. L'œuvre se poursuivra à l'intérieur de l'édifice.
Pour ce choix, Philippe Belaval, président du Centre des monuments nationaux a déclaré : 

« J'ai fait appel à JR car il me semble que sa démarche participative et humaniste fait écho aux valeurs portées par le Panthéon. Je ne souhaitais de toute manière pas afficher une marque de publicité sur un monument consacré à la République et dans lequel des hommes reposent. »

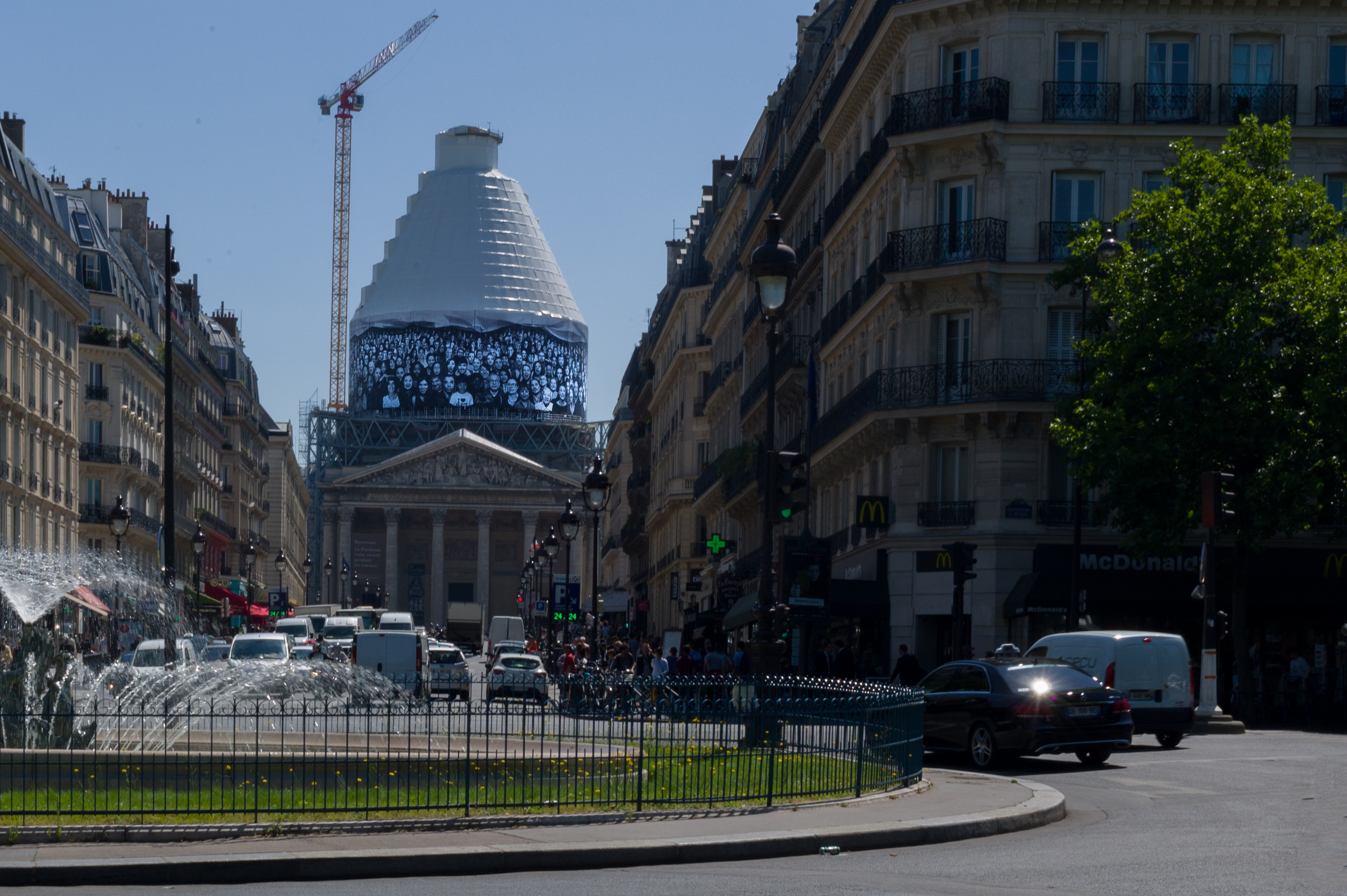
Le Panthéon de Paris décoré par JR pendant les travaux
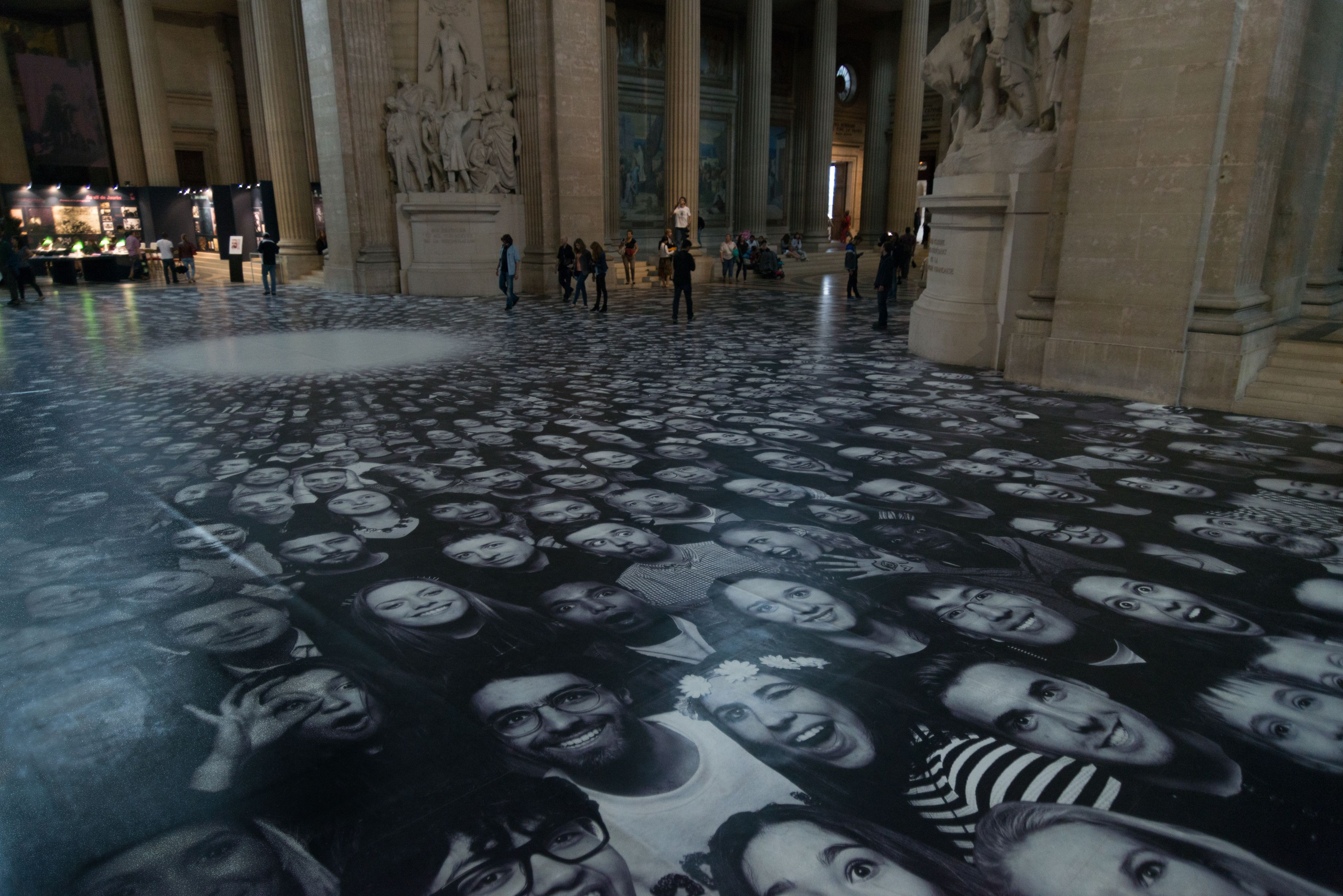
Sol du Panthéon de Paris décoré par JR
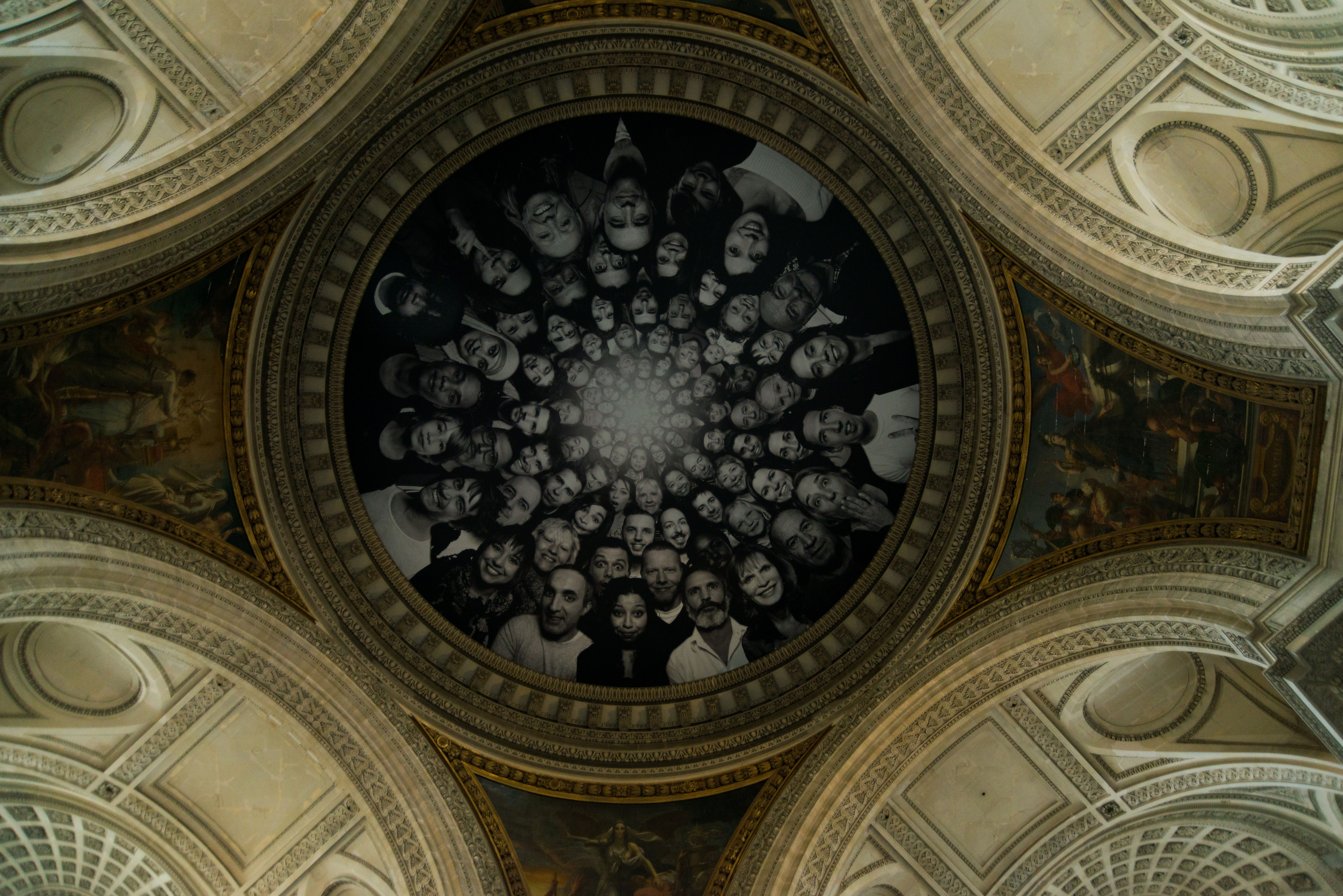
Coupole intérieure du Panthéon de Paris décoré par JR

Le Panthéon est représenté sur la pièce de 100 francs Panthéon (1982-2001).

## Littérature
Victor Hugo, en 1831, écrira un hymne, dont ces quelques vers sont restés célèbres :

« Gloire à notre France éternelle !

Gloire à ceux qui sont morts pour elle !

Aux martyrs ! aux vaillants ! aux forts !

À ceux qu'enflamme leur exemple,

Qui veulent place dans le temple,

Et qui mourront comme ils sont /morts ! »

— Victor Hugo, Les chants du crépuscule, juillet 1831
auxquels Georges Fourest répond en 1909  :

« Ce gâteau de Savoie ayant Hugo pour fève, 
le Panthéon classique, est un morne tombeau ; 
pour moi j'aimerais mieux (que le Dyable m'enlève !) 
le gésier d'un vautour ou celui d'un corbeau ! »

Georges Brassens dans la chanson Le vieux Léon, 1958 dans l'album Le Pornographe
Extrait :

Y a tout à l'heure

Quinze ans d'malheur

Mon vieux Léon

Que tu es parti

Au paradis

D'l'accordéon

Parti bon train

Voir si l'bastrin-

gue et la java

Avaient gardé

Droit de cité

Chez Jéhovah

Quinze ans bientôt

Qu'musique au dos

Tu t'en allais

Mener le bal

A l'amicale

Des feux follets

En cet asile

Par saint' Cécile

Pardonne-nous

De n'avoir pas

Su faire cas

De ton biniou
C'est une erreur

Mais les joueurs

D'accordéon

Au grand jamais

On ne les met

Au Panthéon

Mon vieux, tu as dû

T'contener du

Champ de navets

Sans grandes pom-

pes et sans pompons

Et sans ave

Mais les copains

Suivaient l'sapin

Le coeur serré

En rigolant

Pour fair' semblant

De n'pas pleurer

Et dans nos cœurs

Pauvre joueur

D'accordéon

Il fait ma foi

Beaucoup moins froid

Qu'au Panthéon

...
Georges Brassens dans la chanson Supplique pour être enterré à la plage de Sète, 1966, dans l'album Supplique pour être enterré à la plage de Sète.
Extrait :

...

Pauvres rois, pharaons! Pauvre Napoléon !

Pauvres grands disparus gisant au Panthéon !

Pauvres cendres de conséquence !

Vous envierez un peu l'éternel estivant,

Qui fait du pédalo sur la vague en rêvant,

Qui passe sa mort en vacances...

Vous envierez un peu l'éternel estivant,

Qui fait du pédalo sur la vague en rêvant,

Qui passe sa mort en vacances.
Bernard Dimey dans la chanson Moi qu'écrit des chansons", 1979
Extrait :

Moi qu'écris des chansons depuis bientôt vingt berges

Comme d'autres s'amusent à faire des mots croisés

Cultivant le jardin où fleurit ma gamberge

Je tire mon chapeau à ceux qui sont passés

A ceux qui trimballaient au fond de leur musette

Des mots qui méritaient cent fois le Panthéon

Qu'on chantait dans les rues, histoire de faire la quête

Sur les places de Paris, à coups d'accordéons

...

### Titres d'œuvres contenant le Panthéon
- La concierge du Panthéon roman de Jacques Godbout paru en 1981
- Panthéon roman de Yann Moix paru en 2006.
- Zola au Panthéon, chanson de Théodore Botrel, 1908

## Musique
- Hymne du Panthéon : Grand Chœur à la gloire des martyrs de la liberté et de ses défenseurs, 1794, Luigi Cherubini  sur un poème de Marie-Joseph Chénier[3].

## Expositions
Depuis peu le Panthéon sert de cadre à des expositions.
- Du 19 septembre 2003 au 4 janvier 2004 s'est tenue une exposition intitulée Mémoire du verre. On a pu y voir les copies grandeur nature de six vitraux des cathédrales de Sens, du Mans, de Poitiers, de Bourges, de Chartres et de Châteauroux. Ces copies provenaient du musée des Monuments français, où elles avaient été réalisées de 1939 à 1950 à la demande du conservateur Paul Deschamps. Voir le descriptif de l'exposition sur le site Culture.fr

- Du 25 juin 2005 au 31 octobre 2006 est exposé, dans le chœur de l'ancienne église, l'œuvre de Gérard Garouste : Les saintes ellipses. Il s’agit d’une gigantesque corolle constituée de huit bâches peintes de 12 m de hauteur. Tels quels, les textes et les images qui y figurent paraissent abstraits. Mais par un phénomène d'anamorphose (procédé optique déformant l'image), ils reprennent leurs proportions normales si on les regarde dans les miroirs posés au sol.

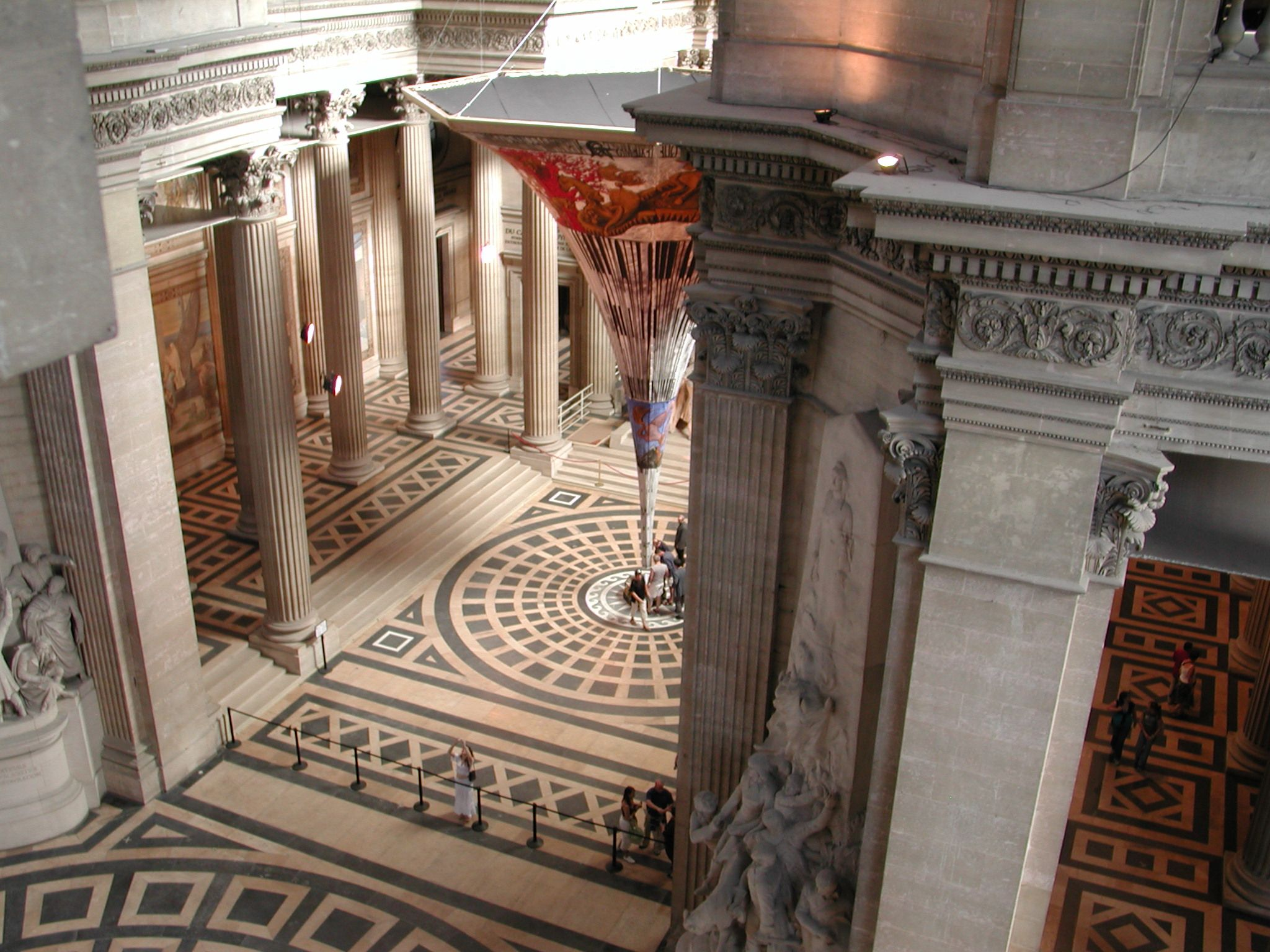
L'ancien cœur et les saintes ellipses de Gérard Garouste

- Du 15 juin au 31 octobre 2006 Pierre Curie, l'homme, le scientifique : ludique et pédagogique, cette exposition, réalisée par le Centre des monuments nationaux (le Monum), est l'occasion de faire connaissance avec le célèbre scientifique, disparu il y a tout juste cent ans, ou de redécouvrir ce grand homme. Extrait du site de l'Institut Curie

- Du 15 septembre au 31 décembre 2006, l’artiste brésilien, Ernesto Neto présente au Panthéon une installation monumentale intitulée Leviathan Thot. Du Léviathan, monstre du livre de Job auquel elle emprunte son nom, l'œuvre anthropomorphique présentée a les improbables yeux, le cerveau, la bouche, le cœur et les membres : c'est une énorme créature de tulle, contrebalancée par des masses de polystyrène, qui est accrochée sous la coupole.

- Du 8 novembre 2017 au 4 mars 2018, l’exposition "Marie Curie, une femme au Panthéon", présente sa vie et son œuvre à l'occasion du 150eme anniversaire de sa naissance. Le musée Curie et le Centre des monuments nationaux ont fourni un travail muséographique important. Sont ainsi présentés des prêts  de la Bibliothèque nationale de France et de la famille, carnets de laboratoire, cahiers de note, journal intime, photographies, prix Nobel, lettres, objets personnels, instruments scientifiques, films de famille, coupures de presse, archives des Actualités cinématographiques. La visite pourra se poursuivre dans la crypte où repose Marie Curie puis près du Panthéon la visite du musée Curie, dont l'entrée est gratuite.